# Мюллер, Вильгельм (историк)
Вильгельм Мюллер (нем. Wilhelm Müller (1820—1892) — немецкий историк.
Главные его труды:
- «Politische Geschichte der Gegenwart» (обзор событий каждого истекшего года, начиная с 1867 г.; продолжается Випперманом)
- «Illustrierte Geschichte des Deutsch französischen Krieges» (Штутгарт, 1873),
- «Historische Frauen» (2 изд., Берлин, 1882)
- «Kaiser Wilhelm» (4-е изд., ib., 1880)
- «Graf Moltke» (3 изд., Штутгарт, 1889)
- «Fürst Bismark» (3-е изд., ib., 1890)
- «Kaiser Friedrich» (ib., 1888)
- «Politische Geschichte der Neuesten Zeit, 1876—90» (4-е изд., ib., 1890)
- «Europäische Geschichte und Politik 1871—81» (Берлин, 1882)

Кроме того, он переработал заново «Weltgeschichte» К.-Ф. Беккера (Штуттг., 1886).